# 豐島海戰
豐島海戰（日方称）發生於公元1894年7月25日（清光绪二十年，日本明治27年），是中日甲午战争黄海海战期間，在朝鮮牙山灣入口處的豐島（現屬韓國京畿道安山市檀園區）所發生的一次遭遇战，也是中日双方第一次海战，清廷戰敗，济远艦以小擊大、以一敌三，不敌败走，日舰在追击过程中遇到清军租用的英國运兵船高陞号，将其击沉，船上七百余名中外官兵除少數獲救之外，悉数遇难。

## 交战双方

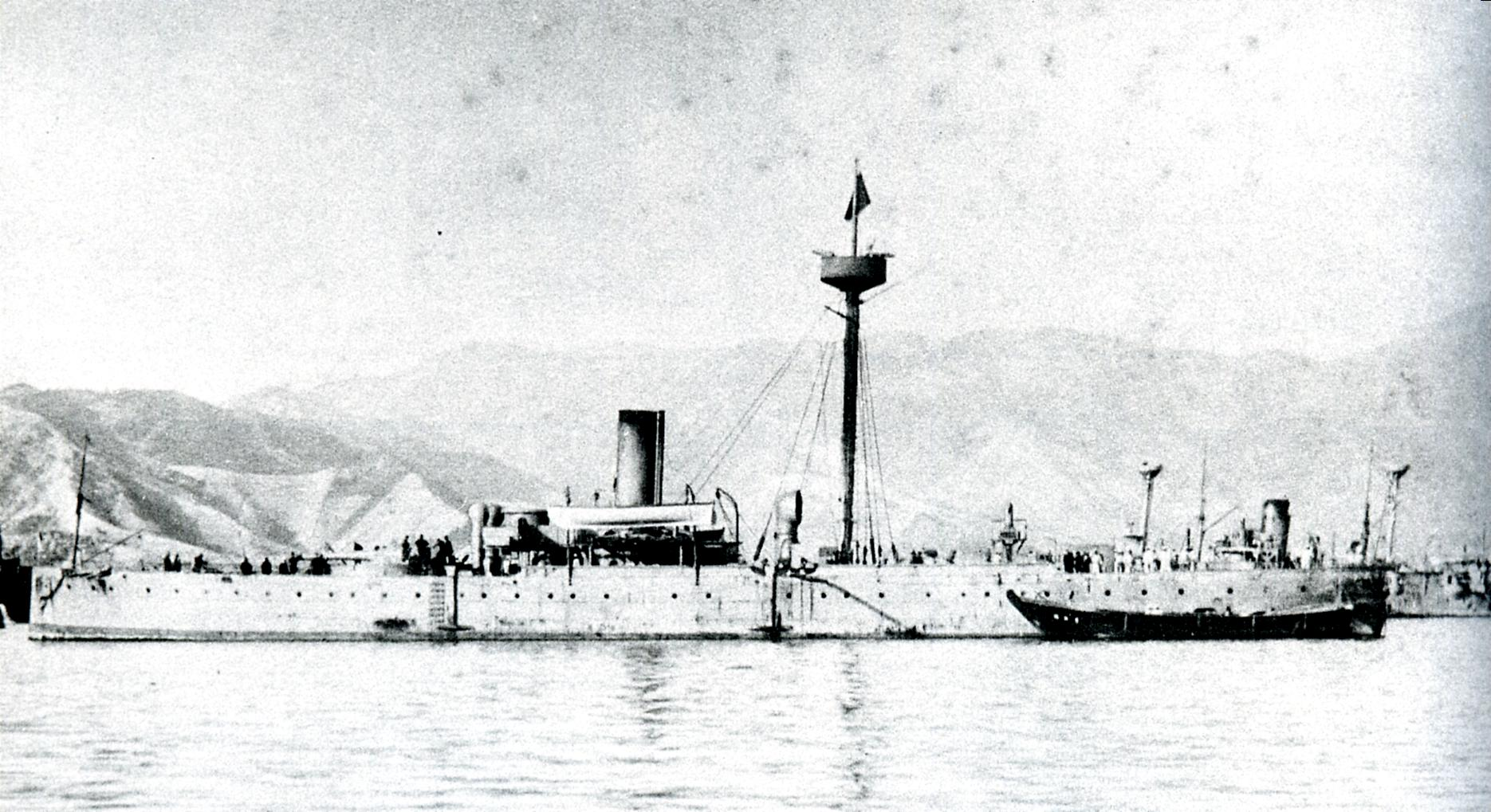
清朝穹甲巡洋舰济远

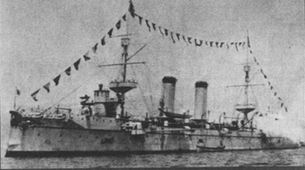
日本防護巡洋艦吉野

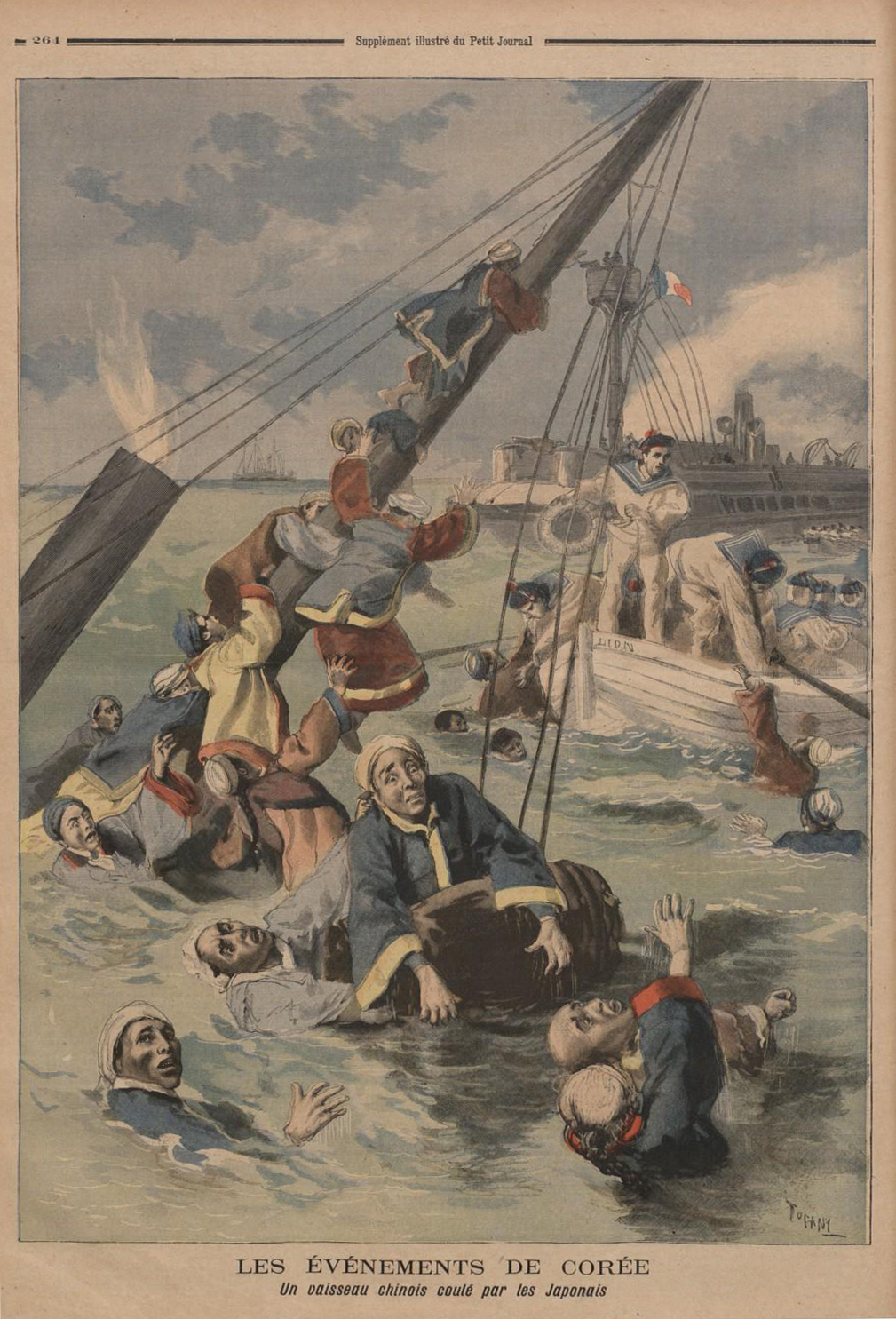
法國Le Petit雜誌：法國砲艦Le Lion号救援沉沒的高升号中國人員(1894年7月25日)

双方实力悬殊，基本是济远艦以一敌三，而且清军军舰老旧，比日军慢很多。

### 日本方面
大日本帝国海军联合舰队第一游击队：
- 巡洋舰“吉野”（重四一五〇吨、两吋装甲、六吋速射炮四尊、四点七吋速射炮八尊、鱼雷发射管五条、时速二十三浬。司令官：坪井航三少將，舰长：河原要一大佐）
- 巡洋舰“浪速”（重三六五〇吨、不同口径速射炮八尊、鱼雷发射管四条、时速一八点六浬。舰长：东乡平八郎大佐）
- 巡洋舰“秋津洲”（重三一五〇吨、不同口径速射炮十三尊、鱼雷管四条、时速十九浬。舰长：上村彦之丞少佐）

### 中国方面
大清帝国北洋水师：
- 巡洋舰“济远”（重二三〇〇吨、炮二十尊、时速十五浬。管带：方伯谦）
- 巡洋舰“广乙”（重一千吨、铁骨木壳、炮三尊、时速十四浬。管带：林国祥）
- 炮舰“操江（日语：操江 (砲艦)）”（运送武器物资）（管带：王永发）
- 租用英国商船“高陞”（运送清军官兵）（船长：高惠悌（日语：トーマス・ゴールズワージー）（Thomas Ryder Galsworthy），英国籍）[1]

## 经过

### 背景
日本明治政府自19世纪70年代起，组建欧洲式军队，侵犯台湾，吞并琉球群岛，并伺机侵略朝鲜和进一步侵犯中国。1894年6月 ，朝鲜政府请求中国协助镇压东学党起义，清政府即派兵赴朝，进驻牙山。日本借机也出兵朝鲜。不久，朝鲜政府同东学党达成妥协。清政府命入朝军队集结牙山，准备撤回，同时要求日本撤军。日本拒不接受，随后挑起武装冲突，企图以武力控制朝鲜。清政府为增援牙山孤军，派北洋海军巡洋舰“济远”、“广乙”，练船“威远”，炮船“操江”，由“济远”管带方伯谦率领，护送运载援兵的“爱仁”、“飞鲸”、“高陞”三轮（均为雇用的英国商船）赴朝。

### 开端
「濟遠」(管带：方伯谦）和「廣乙」（管带：林国祥）兩艘清朝軍艦1894年7月23日抵达朝鮮牙山，掩护运送清軍的运兵船在牙山登陸後，7月25日拂晓離牙山返航，在朝鮮豐島海面，遇上日本聯合艦隊第一游擊隊「吉野」、「浪速」及「秋津洲」這三艘以高航速和高射速為特徵的軍艦。（這三艘軍艦在後來黃海海戰中重創北洋艦隊，立下頭功）
根据《近世帝国海军史要》描述，此前，日本联合舰队第一游击队“吉野”、“浪速”、“秋津洲”三舰在前一日，即7月24日下午离开主力舰队，并计划在7月25日清晨，在丰岛海面与通报舰“八重山”舰及旧式巡洋舰“武藏”舰会合。但是并没有如期发现上述二舰。在搜索二舰的时候，约上午6时间许，发现了两缕烟柱，即从牙山归航的“济远”舰和“广乙”舰。第一游击队加大航速向二舰接近。

### 交战
1894年7月25日7时20分许，第一游擊隊与「濟遠」和「廣乙」兩艦互相发现，双方即时下达战斗准备命令。第一游击队航行于狭水道，于战斗不利，便南下诱敌至宽阔水面。7时45分许，第一游擊隊旗艦「吉野」首先開砲，一说在双方距离3000米时，“济远”舰首先开炮。甲午戰爭交战开始，清朝认为日本不宣而战。7时52分，中國軍艦隨後還擊，兩軍展開激烈砲戰。日本军舰在吨位、火炮、尤其是射速方面，较清朝军舰占较大优势。「济远」号开战几分钟后即开始向西逃亡。福建船政局自製砲艦「廣乙」冲入日本舰队中，利用硝烟和薄雾掩护，企图向日本军舰发射鱼雷。但在「秋津洲」舰、「浪速」舰压倒性的火力打击下受重傷，船身傾斜，人员伤亡惨重。於是航向海岸方向退出戰鬥，在朝鮮十八島附近擱淺，縱火自焚。「濟遠」艦傷亡亦慘重（當時管帶方伯謙與大副沈壽昌皆在艦橋上指揮，沈氏被日軍擊中，腦漿迸裂、血染方氏衣裳，二副柯建章腹部亦被日軍砲彈貫穿，船政学堂见习军官黄承勋被炸断一臂，足見戰鬥之慘烈）。
8时10分日艦以時速22.5節的「吉野」舰、「浪速」舰窮追「濟遠」艦不捨，「濟遠」艦藉机西撤，並發尾砲攻擊「吉野」舰。8时30分，「濟遠」舰全速向西撤退。日舰猛追。「濟遠」舰降下龙旗，悬起白旗以示投降。日舰追近，「濟遠」舰又加挂日本海军旗以示投降。「浪速」艦发出信号勒令「濟遠」艦立即停輪。
此時，載有第二波増援朝鮮清軍並懸掛英國國旗的英国「高陞」號商輪和滿載軍械的「操江」艦先后駛來。“高陞”号当时是由英国船长高惠悌受清政府特许航行，船上有多名西方顾问和船员。「濟遠」艦此時雖然已經示降，但是卻沒有停輪反而繼續撤退，違背投降原則。第一游击队中留下「浪速」艦攔截「高陞」號，以「秋津洲」艦攔截「操江」艦。「吉野」舰独自追击「濟遠」艦。
12时38分，「吉野」舰渐次逼近“济远”。游击队司令官坪井航三少将命令停止追击。
9时15分，「浪速」艦发出信号勒令「高陞」號停轮、下锚，以備“浪速”舰派出军官登船检查，命令“高陞”號跟随“浪速”艦行驶，意在俘虏“高陞”號。英国船长高惠悌抗议無效后表示服从。此後，“浪速”舰再次命令“高升”號立刻跟随其行驶。“高陞”号上的清軍官兵发觉并阻止了英国船员的行动，并愤怒地宣布誓死不降。之后，清军官兵将英方船长高惠悌看守了起来。船长高惠悌要求发信号再与“浪速”舰交涉，内容是以未知宣战为名，争取將船駛回大連或旅順。“浪速”舰再次派员交涉，但对“高陞”號的要求未予允诺。交涉结束后，“浪速”舰发出“船员离舰”的警告。清军官兵不允许任何人离开“高陞”号。船长高惠悌要求“浪速”舰再派出小船。“浪速”舰予以拒绝，并且升起代表攻击的红旗。英国船长和其他西方人士随即跳船。清军认为洋员係临阵脱逃，开枪射击西方人士。而日军则旋即發炮進攻，清軍亦據船以步槍迎敵。:680-681
下午1时，「高陞」號被「浪速」艦擊沉，此時，西方船员与清军官兵多数落水，據「高陞」號生還西方船員証言,日軍派出小艇打捞落水者，而待在船体上的清兵則向包括清兵的落水者开枪，说是要同生共死。日方向落水者開槍一事被認為是德国顾问的错誤证言。清军官兵两人被俘，其余皆被射死或溺亡，殉难者达七百余名。英国船長高惠悌和两位西方船员被日方挽救。德国顾问汉纳根少校游到岸边。下午2时，「操江」艦被「秋津洲」舰俘虜。

### 结果
「濟遠」舰驶抵威海，在《航海日志》中捏造战果：“船后台开四炮，皆中其要处，击死倭提督并官弁数十人，彼知难以抵御，故挂我国龙旗而奔”，并篡改海战时间，掩盖事实。而後丁汝昌誤報「濟遠」艦擊沉「吉野」號。
但事实上，清朝方面，巡洋舰“广乙”重伤自毁，租用货船“高陞”被击沉，巡洋舰“济远”被重创。炮舰“操江”被日方俘获，并一直利用到1965年。
1894年7月28日夜，日本陸軍進攻牙山清軍，發生激戰，清軍不支，退向平壤。8月1日，中日雙方正式宣戰。

## 战后争议
由於清朝當時並不認為戰爭已經開始，還想避免戰爭，因此北洋水師並沒有理由主動攻擊佔優勢的日艦。濟遠號上的德籍總管輪華甫曼（Gustaff Hermann Hoffman，《冤海述聞》譯為哈富門）表示，最初日艦在沒有任何警告之下突然向濟遠號開炮，濟遠號上沒有任何備戰的準備，過了半個小時才能還擊。廣乙管帶林國祥說濟遠受到日艦炮擊之後立刻高速離開，丟下廣乙艦不管，相信是由於濟遠完全沒有準備，故希望擺脫日艦的攻擊。
清朝认为日本不宣而戰，襲擊清朝租用外輪，違反“國際法”。日本则以「浪速」艦長東鄉平八郎的报告，及英国船长高惠悌的证言为依据，指出日本对运载作战人员的“高陞”号及战争物资的“操江”舰的做法符合“战时国际法”，即可以根据需要予以拦截、检查、俘获甚至击沉。
关键分歧在于双方对开战问题的观点不一致。清朝认为，在没有正式宣战之前则不为开战状态，应遵循“国际法”中关于中立国船只保护的规定。而日本认为，既然爆发军事冲突，即适用“战时国际法”，而且“高陞”号运载的是交战国的军队，属于敌对行为，所以不应作为中立国船对待。此外日本还有观点认为，中日天津会议专条规定了双方如要在朝鲜派兵应知会对方，而且在19日日本给清国送去了5日期限的最后通谍说希望拿出适当的解决方案，如果此期间发现清朝派兵进入朝鲜将视之为威胁（在外交术语中意味着将会开战），因此即使真是日方先开火的，也不是不宣而战。
李鸿章希望借“‘高陞’号事件”将英国拖入战争。而英國政府考虑自身利益，不希望韓國經由清廷之手，最終轉入當時實力強大的俄國手中，所以在朝野一度抗议声后，转而支持日方立场。此外，日方的公关也对英国舆论起了不小的影响。
丰岛海战的争议不在于单纯的“‘高陞’号事件”。双方对开战时机認知不同，在丰岛海战前日方与中方已于朝鮮发生軍事沖突，中方向朝鮮運兵實際上已说明战争的事實，但由于兩国未正式宣战因此中方認为战争尚未开始，亦因此丰岛海战谁先开火並非关键，而是当时各国是否認同未宣而战可否引用战时国際法处理。如果是日方有理，那么日方对“高陞”号、“操江”号的措施符合国際法，清朝的立场难以稳固。如果是中方有理，那么日本需要承擔不宣而战的责任，为中方的损失赔償。
對於高陞号事件，英國政府为阻止傳統敵人俄国擴张在东亚的勢力認为裁定在於中國，以增強日本在亞洲的地位來牵制俄羅斯。